# Deutscher Comedypreis 2007
Die 11. Verleihung des Deutschen Comedypreises fand am 23. Oktober 2007 im Rahmen des 17. Internationalen Köln Comedy Festivals in Köln statt. Moderiert wurde die Deutsche Comedypreis-Verleihung 2007 zum sechsten Mal von Atze Schröder.
Die Aufzeichnung der Preisverleihung wurde am Freitag, den 26. Oktober 2007 um 21:15 Uhr auf dem Fernsehsender RTL ausgestrahlt. Im Durchschnitt sahen 4,61 Millionen Zuschauer die Aufzeichnung auf RTL.
Vergeben wurden die Preise von einer siebenköpfigen Jury unter der Leitung von Thomas Hermanns.

## Preisträger und Nominierte
Während die Nominierungen am 1. September 2007 bekanntgegeben wurden, wurden am 23. Oktober 2007 im Rahmen der Verleihung die Preisträger veröffentlicht.

### Beste Comedy-Show
Frei Schnauze XXL (RTL)
Extreme Activity (ProSieben)
Paul Panzers 33 (RTL)

### Beste Comedy-Serie
Kinder, Kinder (RTL)
Türkisch für Anfänger (ARD)
Pastewka (Sat.1)

### Beste Sketch-Show
Switch reloaded (ProSieben)
Bully & Rick (ProSieben)
Kargar trifft den Nagel (Comedy Central)

### Bester Comedian
Hape Kerkeling
Oliver Pocher
Mario Barth

### Beste Comedian
Gaby Köster
Mirja Boes
Cordula Stratmann

### Bester Schauspieler
Christoph Maria Herbst
Christian Ulmen
Heinrich Schafmeister

### Beste Schauspielerin
Anke Engelke
Carolin Kebekus
Josefine Preuß

## Weitere Preisträger
Die folgenden Preise sind vom Veranstalter, der Köln Comedy Festival GmbH, gesetzte Preise und wurden ohne vorherige Nominierung (außer „Bester Newcomer“) am 23. Oktober 2007 vergeben.

### Beste Filmkomödie
7 Zwerge – Der Wald ist nicht genug

### Beste Live-Comedy
Mario Barth

### Bester Newcomer
Ilka Bessin (Cindy aus Marzahn)
Heinz Gröning (Der unglaubliche Heinz)
Stefan Schramm und Christoph Walther (Zärtlichkeiten mit Freunden)

### Ehrenpreis
Loriot